# Нюношк
Нюношк или нюноршк (на норвежки: nynorsk, /nỳnɔʂk/, буквално „новонорвежки“) е германски език, говорен от около 600 000 души в Норвегия. Това е една от двете официални норми на норвежкия език, другата от които е букмол.
Нюноршк е създаден след разпадането на Датско-норвежкото кралство. Дотогава датският играе ролята на официален език в Норвегия. С приемането на независимостта на страната интелектуалният елит започва да обсъжда т.нар. езиков въпрос, а именно какъв език да се говори. Оформят се две водещи мнения. От една страна, лингвистът Кнуд Кнудсен предлага постепенно норвегизиране на датския език, от което се ражда риксмол (по-късно букмол). От друга страна, филологът Ивар Осен смята, че норвежкият език трябва да се гради на база на диалектите, които са най-малко повлияни от датския език. За тази цел той разговаря с различни жители на страната, обръщайки внимание на характерни черти на речта им. В средата на XIX в. той създава граматика и речник на езика, който нарича ландсмол. От 1929 г. ландсмол се нарича нюноршк.
Днес нюноршк е официална форма в една четвърт от норвежките общини, които съставят 12% от населението на Норвегия. Формата е най-разпространена в Западна Норвегия. Нюноршк е задължителен предмет в училище дори и за ученици, за които букмол е майчин.